# Amberg (Bassa Algovia)
Amberg è un comune tedesco di 1 332 abitanti, situato nel land della Baviera.